# Agapetes campanulata
Agapetes campanulata är en ljungväxtart som beskrevs av C. B. Cl. Agapetes campanulata ingår i släktet Agapetes och familjen ljungväxter. Inga underarter finns listade i Catalogue of Life.